# Gokstadhaugen

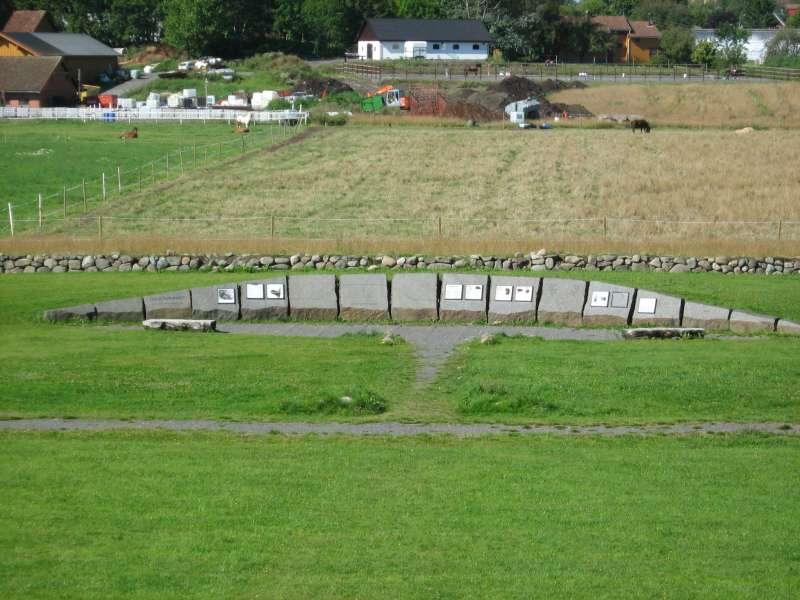
Gokstad, 2008

Gokstadhaugen, auch bekannt als Kongshaugen, ist der Name einer archäologischen Ausgrabungsstätte in der Kommune Sandefjord (bis 1968: Sandar) in der norwegischen Provinz Vestfold. Im engeren Sinne ist damit ein Hügel gemeint, der im Jahr 1880 etwa fünf Meter hoch war und einen Durchmesser von etwa 45 Metern hatte. Das Gelände gehörte zum südwestlich davon gelegenen Gehöft Gokstad und war über Jahrhunderte landwirtschaftlich genutzt worden. Die archäologischen Funde werden der Wikingerzeit (spätes 9. Jahrhundert) zugeordnet. Das Gelände ist besonders als Fundort des Gokstad-Schiffes bekannt. 2012 wurde festgestellt, dass sich an den Grabhügel eine Siedlung mit einem Marktplatz anschloss, die bedingt durch den im 9. Jahrhundert wesentlich höheren Meeresspiegel einen eigenen Hafen hatte. Die Regierung Norwegens nominierte den Ort 2013 als UNESCO-Welterbe.

## Funde

### Gokstad-Grab

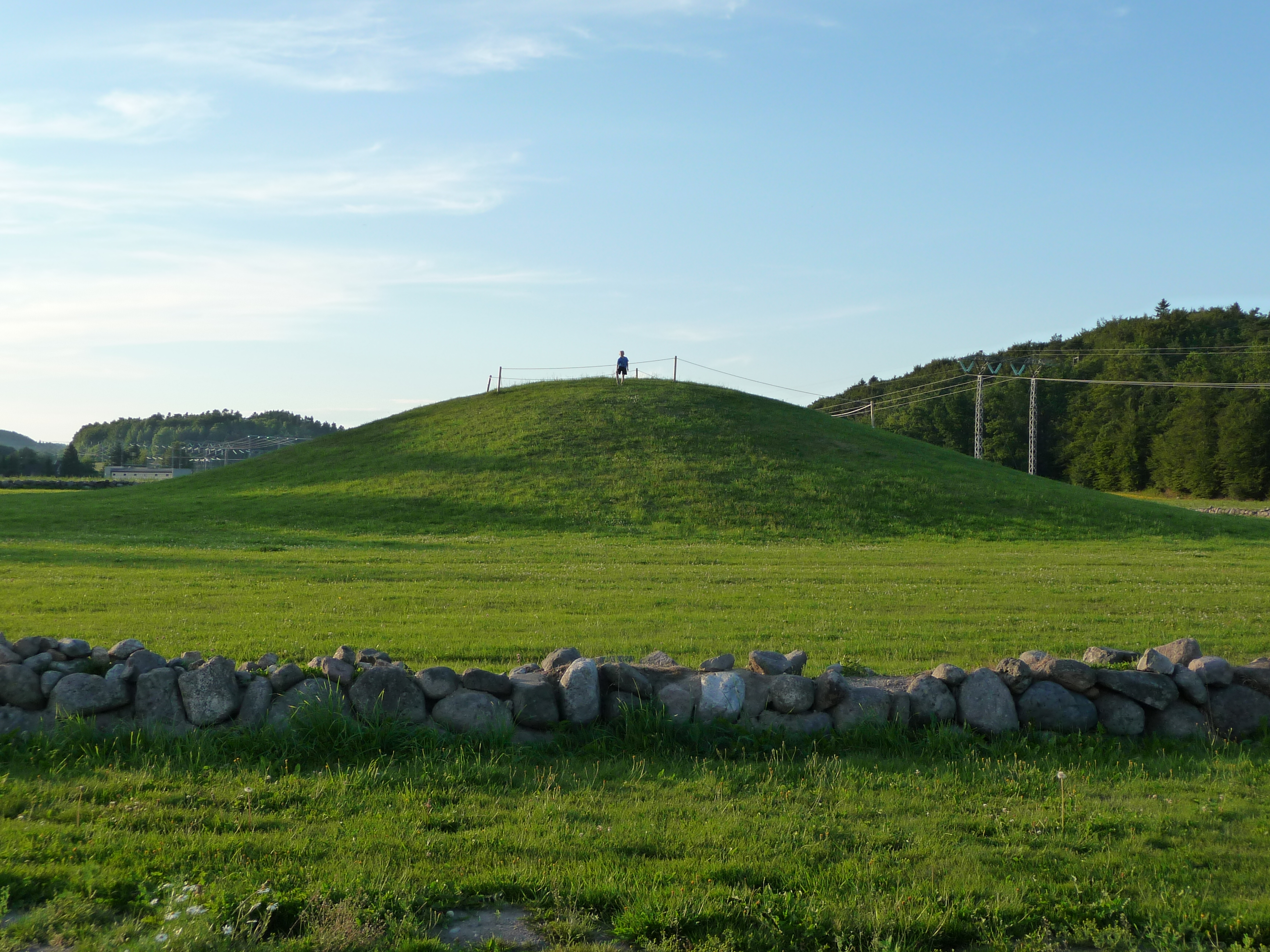
Der Grabhügel, 2008

Im Jahr 1879 begannen die jugendlichen Söhne des Grundstückseigentümers, auf eigene Faust auf dem Hügel zu graben, um die bestehende lokale Legende zu überprüfen, es handele sich dabei um eine Grabstätte. Bereits nach kurzer Zeit stießen sie auf Holzteile. Nachdem dieser Fund bekannt geworden war, wurde im Frühjahr 1880 eine planmäßige Ausgrabung unter Leitung des Archäologen Nicolay Nicolaysen von der Universität Oslo begonnen, der den Hügel von der Seite her öffnen ließ. Die Arbeiten führten zur Freilegung eines Schiffsgrabs. Das im Grab befindliche Gokstad-Schiff war im Lehmboden eingegraben, lediglich Teile von Vor- und Achtersteven hatten aus dem gewachsenen Boden herausgeragt und waren verrottet. Das Schiff selbst und sein Inhalt befand sich in überraschend gutem Zustand. Über dem Schiff, auf dessen Heck eine Grabkammer mit der Leiche des Gokstad-Mannes eingerichtet war, war ein Hügel aus Lehm und Torf aufgeschichtet worden. Dieser dürfte zur Entstehungszeit noch wesentlich höher gewesen sein. Das Grab wies Anzeichen von Plünderung durch Grabräuber auf.

#### Gokstad-Mann
Die aufwendig ausgestaltete Grabkammer auf dem Schiffsheck war außen mit mehreren Lagen Birkenrinde bedeckt, an der Innenseite wurden Reste von golddurchwirkter Seide gefunden, mit der sie offenbar ausgekleidet gewesen war. Der auf einem Bett beigesetzte, etwa 40 Jahre alte und zwischen 181 und 183 cm große Mann starb vermutlich an Verletzungen, die er im Kampf erlitten hatte. Seine Beine wiesen schwere, bis auf die Knochen durchgehende Wunden auf, todesursächlich dürfte ein tiefer Stich in den rechten Oberschenkel gewesen sein. Der Tote war aufwendig gekleidet, Waffen und Schmuck fehlten jedoch. Sie dürften von Grabräubern entwendet worden sein. Außer dem Schiff wurden noch zahlreiche Grabbeigaben gefunden, darunter:
- drei kleine Boote
- ein Zelt
- ein Schlitten
- Pferdegeschirre mit Beschlägen aus Eisen, Blei und vergoldeter Bronze
- 64 Schilde
- Küchengeräte
- 6 Betten
- 12 Pferde
- 8 Hunde
- 2 Habichte
- 2 Pfauen

Art und Ausmaß der Grabbeigaben lassen den Schluss zu, dass es sich bei dem Gokstad-Mann um eine bedeutende Persönlichkeit gehandelt haben muss. Insbesondere die beiden in Europa nicht heimischen Pfauen weisen darauf hin, dass der Tote weitreichende Handelsbeziehungen gehabt haben könnte. Möglicherweise hatte er sie auch auf Kriegszügen erbeutet.
Der Grabhügel wurde 2007 erneut geöffnet, um die Theorie zu überprüfen, dass es sich bei dem Toten um Óláfr Geirstaðaálfr aus dem Geschlecht der Ynglinger, König der Vestfold und Halbbruder von Halvdan Svarte, gehandelt haben könnte. Die Identität des Mannes ist jedoch weiterhin unklar.

### Siedlung
Das Gelände wurde wiederholt archäologisch untersucht, zuletzt 2011 durch Probebohrungen und 2012 mittels eines Bodenradars und eines Magnetometers. Dabei wurde eine Siedlung festgestellt, die 15 Häuser, eine 80 Meter lange Straße und einen Hafen umfasste. Die Funde werden der gleichen Periode zugeordnet, insbesondere anhand von Gewichten, die auf dem Marktplatz gefunden worden waren.